# Hot Thoughts
Hot Thoughts è il nono album in studio del gruppo indie rock statunitense Spoon, pubblicato nel 2017.

## Tracce
Tutte le tracce sono state scritte da Britt Daniel, eccetto dove indicato.

1. Hot Thoughts – 3:49 (Britt Daniel, Sean Dineen)
2. WhisperI'lllistentohearit – 4:20
3. Do I Have to Talk You Into It – 4:20
4. First Caress – 2:48 (Daniel, Alex Fischel)
5. Pink Up – 5:57
6. Can I Sit Next to You – 3:54
7. I Ain't the One – 3:47
8. Tear It Down – 4:20 (Daniel, Laura Pergolizzi)
9. Shotgun – 3:38 (Daniel, Dineen)
10. Us – 4:57 (Daniel, Ted Taforo)

## Formazione
- Britt Daniel – voce, chitarra, tastiera, piano, percussioni, basso
- Jim Eno – batteria, percussioni, tastiera
- Rob Pope – basso, percussioni
- Alex Fischel – tastiera, piano, chitarra, percussioni